# ブテンボ

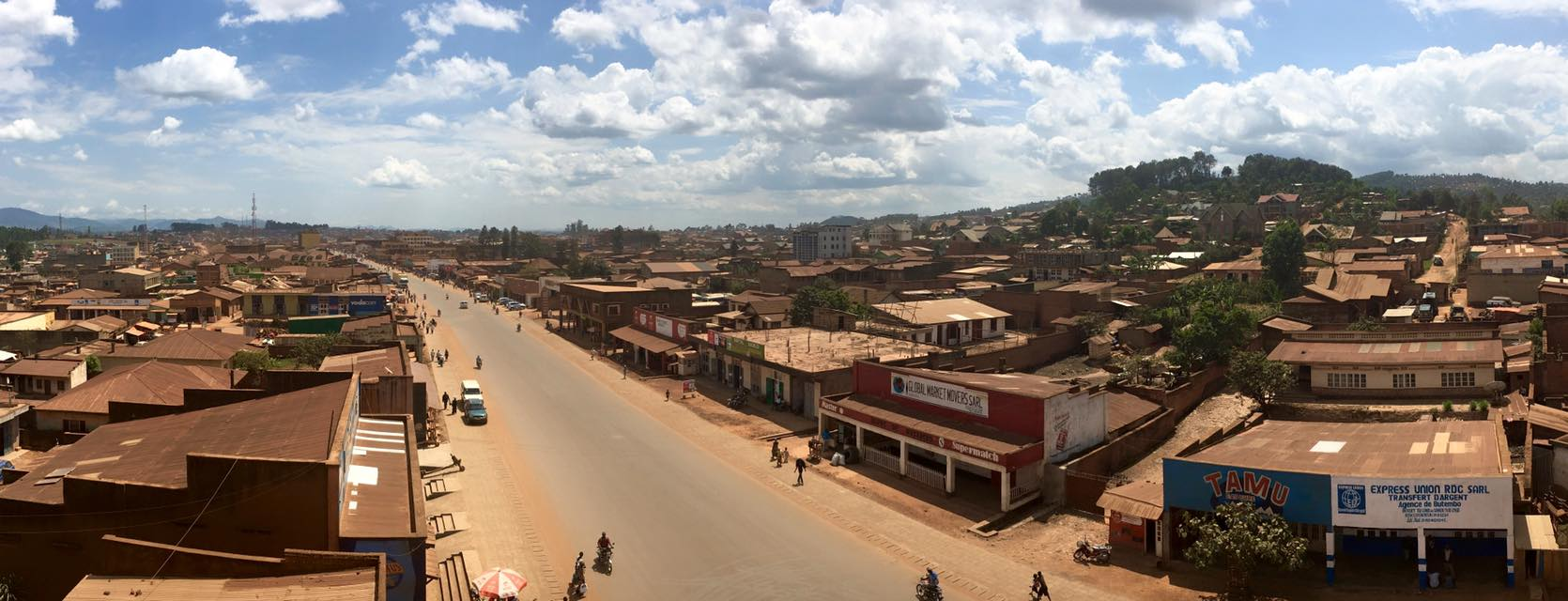
ブテンボ市街地

ブテンボ（フランス語: Butembo）は、コンゴ民主共和国の北キヴ州の都市で、ヴィルンガ国立公園の西に位置する。
重要な商業拠点で、大聖堂や複数の病院、空港が有る。
この地域では茶やコーヒーの栽培が盛んである。
2013年の人口は67万285人で、州内第二の都市だった。

## 概要
住民の90%がナンデ人である。
国軍第二旅団の拠点や、グラベン・カトリック大学(UCG)(1989年創立)、ルカンガ・アドベンティスト大学(UNILUK)(1979年創立)が有る。

## エボラ
2018年8月、北キヴ州でエボラが発生した。
2019年3月、治療所が襲撃され、警察官が殺害された。4月、襲撃で医師が殺害された。
地元住民は医師がウイルスを持ち込んだと誤解している。
10万2000人以上が実験的ワクチンを受けたが、1300人の患者の内843人が死亡した。
ブテンボとカトワに治療所が置かれたが、医師は襲撃を恐れている。